# Vasco Regini
Vasco Regini, né le 9 septembre 1990 à Cesena, est un footballeur italien qui évolue au poste de défenseur.

## Biographie

### En équipe nationale
Avec la sélection italienne, il participe à la Coupe du monde des moins de 20 ans 2009 organisée en Égypte. Lors du mondial, il joue un match face au pays organisateur (défaite 2-4). L'Italie atteint les quarts de finale de cette compétition, en étant battue par la Hongrie.
Il dispute ensuite le championnat d'Europe espoirs 2013 organisé en Israël. L'Italie atteint la finale de cette compétition, en étant battue par l'Espagne.

## Palmarès
- Finaliste du Championnat d'Europe espoirs 2013 avec l'équipe d'Italie espoirs